# Adila Hassim
Adila Hassim   (Durban, 1972) és una advocada i defensora dels drets humans sud-africana. Va assolir protagonisme internacional com a membre de l'equip jurídic en el cas Sud-àfrica contra Israel al Tribunal Internacional de Justícia el gener de 2024.
El 2007 va donar suport a Nozizwe Madlala-Routledge després de la seva destitució com a viceministra de salut. És membre fundadora de Corruption Watch.

## Obra publicada
- Health & Democracy: A Guide to Human Rights and Health Law and Policy in Post-Apartheid South Africa (2007)
- The National Health Act: A Guide (2008)
- South African Constitutional Law (2023)